# Corrida Internacional de São Silvestre de 1951
A Corrida Internacional de São Silvestre de 1951 foi a 27ª edição da prova de rua, realizada no dia 31 de dezembro de 1951, no centro da cidade de São Paulo, a largada aconteceu as 23h40m, a prova foi de organização da Cásper Líbero e A Gazeta Esportiva.
O vencedor foi o alemão Erich Kruzicky, com o tempo de 22m26.

## Percurso
Rua da Conceição – Edifício Palácio da Imprensa até o Edifício Palácio da Imprensa – Rua da Conceição, com 7.300 metros.

## Resultados

#### Masculino
- 1º Erich Kruzicky (Alemanha) - 22m26s

### Participações
- Participantes: 1601 atletas
- Chegada: 704 atletas.[3]

## Ligações Externas
- Sítio Oficial (em português)